# Masao Harada
Masao Harada (Japón, 22 de septiembre de 1912-22 de enero de 2000) fue un atleta japonés, especialista en la prueba de triple salto en la que llegó a ser subcampeón olímpico en 1936.

## Carrera deportiva
En los JJ. OO. de Berlín 1936 ganó la medalla de plata en el triple salto, ocn un salto de 15.66 metros, siendo superado por paisano japonés Naoto Tajima (oro con 16.00 m) y por delante del australiano Jack Metcalfe (bronce con 15.50 metros).